# Албрехт V фон Барби-Мюлинген
Албрехт V фон Барби-Мюлинген „Стари“ (на немски: Albrecht V, Graf von Barby-Mühliingen 'der Ältere'; * ок. 1271/ок. 1306; † 16 април/август 1332) от фамилията Барби е граф на Мюлинген в Саксония-Анхалт. Той произлиза от род Арнщайн.

## Произход
Той е син на граф Албрехт IV фон Барби и Мюлинген († 1312) и съпругата му Луитгард/Лукагард фон Хонщайн († сл. 1279), дъщеря на граф Хайнрих II фон Хонщайн-Клетенберг-Шпатенбург († 1286) и Матилда фон Регенщайн († 1283). Внук е на Валтер VII фон Арнщайн († 1271). Правнук е на граф Валтер IV фон Арнщайн-Барби († сл. 1259) и бургграфиня Лукард фон Магдебург († 1263).

## Фамилия
Албрехт VII фон Барби се жени за Юдит/Юта фон Шварцбург-Бланкенбург (* 1306; † 11 септември 1352), дъщеря на граф Хайнрих VII фон Шварцбург-Бланкенбург († 1324) и Кристина фон Глайхен († 1296), дъщеря на граф Албрехт III фон Глайхен-Тонна († 1290) и Цецилия Есбернсдатер. Двамата имат децата:
- Албрехт VII фон Барби-Мюлинген (* пр. 20 януари 1320; † 16 февруари 1358), граф на Мюлинген
- Гюнтер IV фон Барби-Мюлинген (* ок. 1320; † 18 август 1404), граф на Мюлинген
- Ментика фон Барби (* пр. 18 октомври 1352)
- Лутруд фон Барби (* пр. 18 септември 1336; † сл. 1384), приорес във Видерщет.